# The Village Lanterne
The Village Lanterne — п'ятий студійний альбом англійської групи Blackmore's Night, який був випущений 4 квітня 2006 року.

## Композиції
1. 25 Years - 4:58
2. Village Lanterne - 5:14
3. I Guess It Doesn't Matter Anymore - 4:50
4. The Messenger - 2:55
5. World of Stone - 4:26
6. Faerie Queen / Faerie Dance - 4:57
7. St. Teresa - 5:26
8. Village Dance - 1:58
9. Mond Tanz / Child in Time - 6:12
10. Streets of London - 3:48
11. Just Call My Name (I'll Be There) - 4:49
12. Olde Mill Inn - 3:21
13. Windmills - 3:27
14. Street of Dreams - 4:31

## Склад
- Річі Блекмор — гітара, бас
- Кендіс Найт — вокал, бек-вокал
- Роберт Куріано — бас, бек-вокал
- Девід Барановський — клавішні
- Сара Стейдінг — скрипка
- Антон Фіг — барабани